# 3775-ös busz
A 3775-ös jelzésű autóbuszvonal Miskolc, Sajószentpéter, Edelény és Szalonna között húzódó regionális vonal, amelyet a MÁV Személyszállítási Zrt. üzemeltet.

## Útvonala
A miskolci autóbusz-állomásról, a Búza térről indul. Útját a 26-os főúton kezdi el, annak négysávos szakaszán, északi irányban, a Szentpéteri kapun keresztül. Többek között erre található a miskolci húszemeletes, a megye központi kórháza, valamint az útból ágazik ki az egykori miskolci repülőtér felé vezető szakasz is, egy bevásárlóközponti csomópontban. A megyeszékhelyet a Miskolc–Bánréve–Ózd-vasútvonal és a Miskolc–Tornanádaska-vasútvonal közös vonalszakaszával párhuzamosan hagyja el.
Miskolcról északnyugati irányban távolodik el, valamint öt kisebb elágazás mentén (ebből csak négyben áll meg). Ezek sorjában a szirmabesenyői, a már évek óta nem üzemelő Borsodi Ércelőkészítő Műi, a sajókeresztúri, a sajóbábonyi és a piltatanyai elágazások. A 8 kilométer alatt az összes Szirmabesenyő, Sajókeresztúr, Sajóvámos, Sajóbábony és Sajóecseg irányába tartó buszjárattól elválik.
Első településének közelében a 2023 decemberében átadott elkerülőjéhez – 260-as főút – tartozó körforgalmon túl Sajószentpéterre hajt be. A Sajó parti városnak délkeleti részén indul neki, de a 27-es főúti elágazásban Edelény irányába közlekedik tovább. Keresztezi a 92-es vasútvonalat, később elhalad Dusnokpuszta településrésze mentén is, belecsatlakozik a 2605-ös mellékút a főútba. Pár kilométeren belül a vonal felezőpontjára, Edelénybe ér be, buszállomását a bányász lakótelep felől és a Szentpéteri úton közelíti meg, de a településen belül három különböző helyen végállomásozik, buszállomásán, vasútállomásán és Borsod településrészén található Béke úti ABC megállókban.
Változatlanul a 27-es főúton ezentúl a Miskolc–Tornanádaska-vasútvonallal párhuzamos, többször találkozik az Alsó-Bódva-völgyre jellemző erdős, kanyargós, hidegebb részeivel. Nem egyszer lépi át a vasutat és a folyót, Szendrőlád megállóhelyen egyszerre mindkettőt, ahonnan nincs messze Szendrőlád és annak egykori várromja sem. Éles kanyarulatot vesz a községben, utána 7 perc alatt jut el a környéken ismételten központi jellegű Szendrőbe. A városból eljutás lehetséges Szuhogy, Rudabánya és Galvács települések felé is, a maga 4000 lakosával és városi címével szemben tovább északra jellemző a szegénység és a mezőgazdasági tevékenységekkel foglalkozó vállalatok, ehhez köthető kettő külterületi pontja, Büdöskútpuszta és Csehipuszta, előbbinek külön vasúti megállója is van.

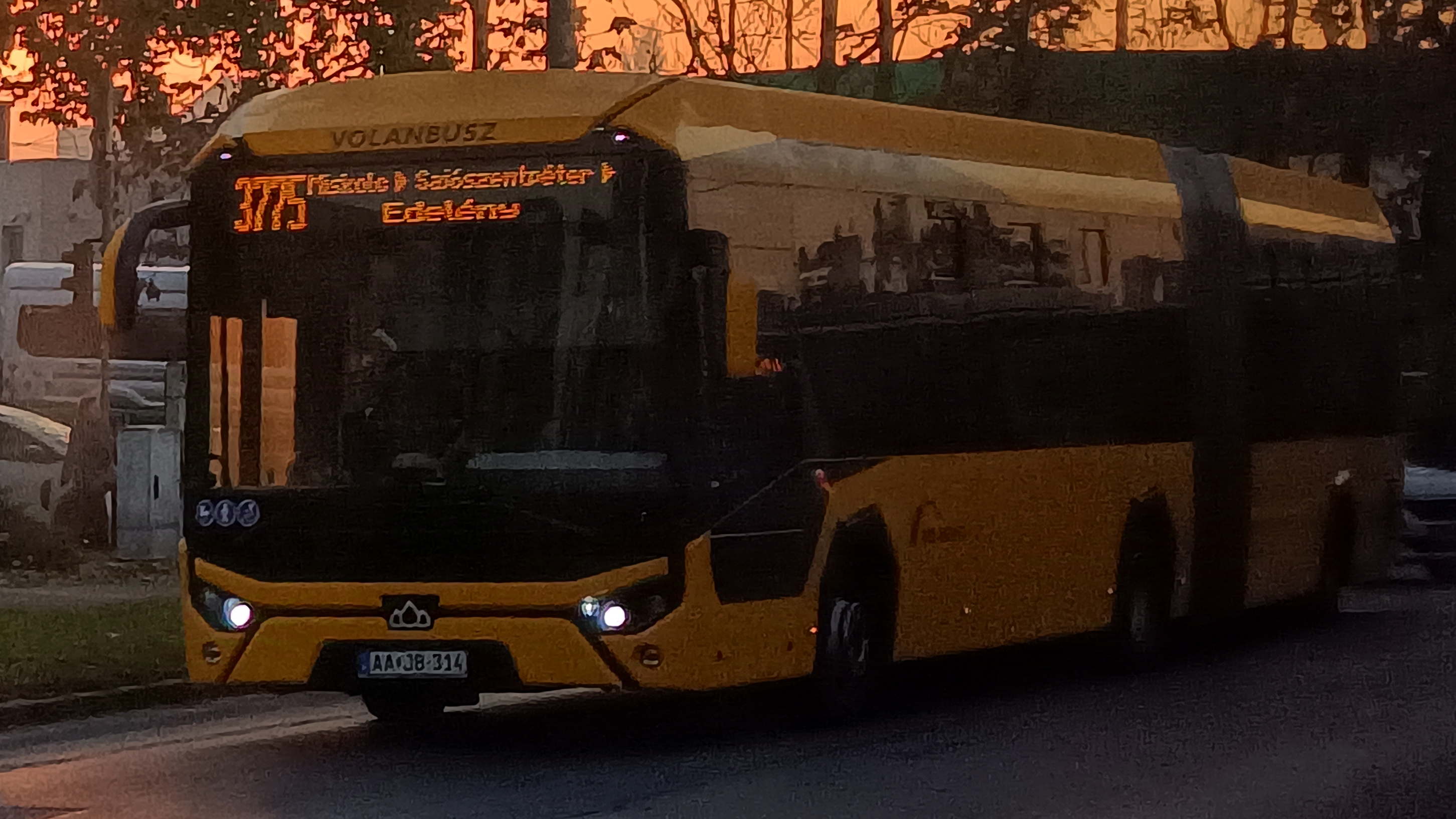
A Búza térről indult reggel 7 órakor

Végállomására a Miskolctól számított 45. kilométeren ér, Szalonna községbe. Sokadik év, melyben járat már csak érkezik ide 3775-ös jelzéssel, hiszen ellentétes irányú busz már nem indul ezen az útvonalon. A központjában végződik útja az egyetlen iskolai indításnak, mely tovább a vidékre nem kínál csatlakozást.

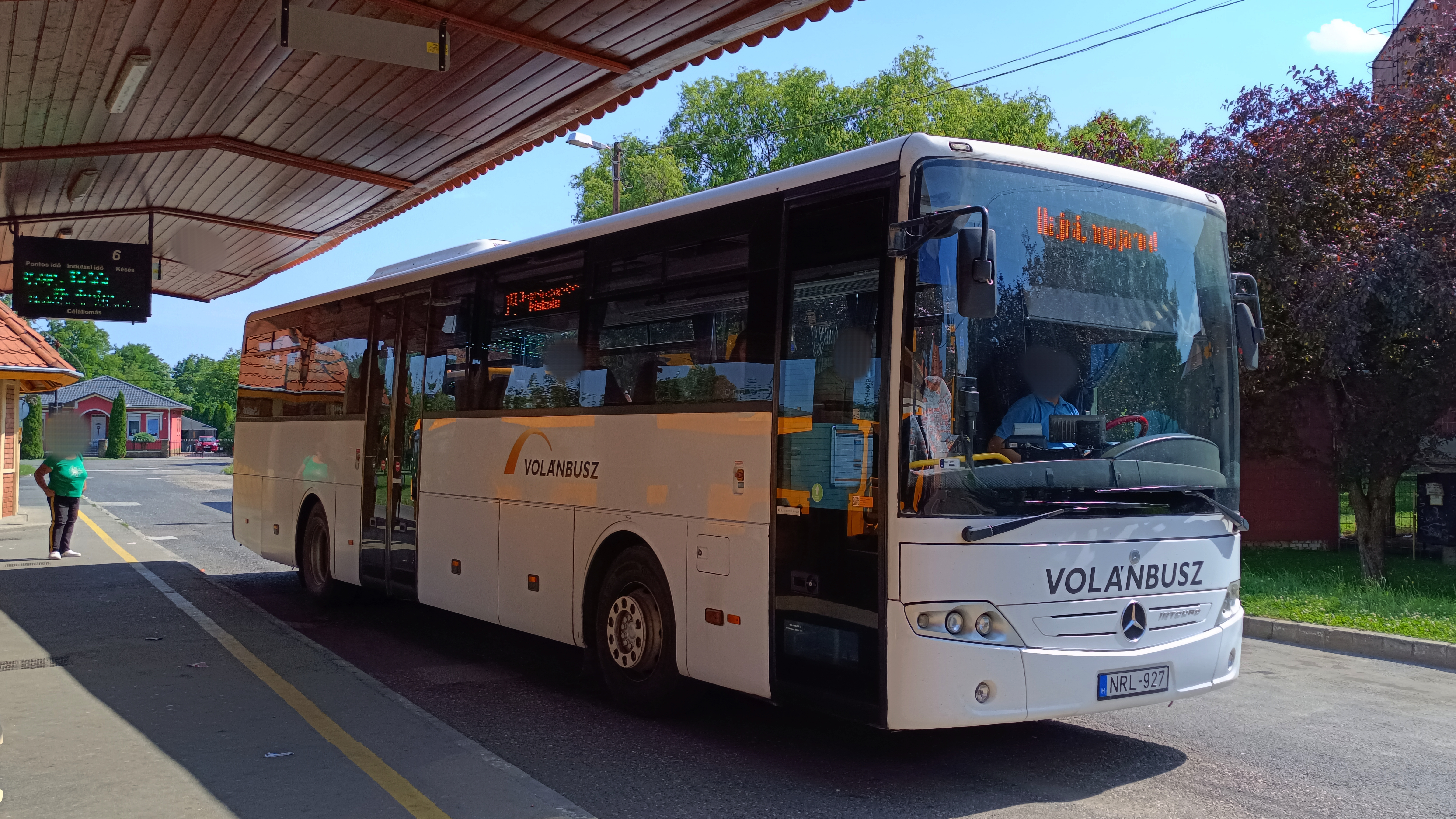
Edelényből a megyeszékhelyre

## Közlekedése
Indításai minden nap történnek, átlagos jelleggel. A 45 kilométeren több-másik buszvonal is szolgálatot teljesít, némelyek azonos útvonalon (3703, 3711, 3774, 3793, 4093), némelyek teljes egészében a 3775-ös vonalán (3704, 3707, 3708, 3709). Jelentősége legfőképpen iskolai napokon és munkanapokon van, több alkalommal indításokat kiváltó szándékkal közlekedik (ezek közül kiemelendő, hogy kettő egykori, 1B jelzéssel futó edelényi helyijáratot is pótol), melyre a széles választék ad okot. 

### Edelény kapcsolata
- Miskolc–Sajószentpéter–Edelény útvonalon autóbusszal 6 másik vonallal (3704, 3707, 3708, 3709, 3711, 3774),
- Miskolc–Boldva–Edelény útvonalon autóbusszal 3 vonallal (3703, 3772, 3776),
- Miskolc–Sajóecseg–Boldva–Edelény útvonalon vasúttal (Miskolc–Tornanádaska-vasútvonal) biztosított.

### Törzsjárművei
Miskolc és Edelény között egyaránt fellelhető szóló és csuklós autóbusz is, azon túl már kizárólag szólók teljesítik az utaikat.
- az LSV-291 rendszámú Ikarus E134,
- az LVJ-225 rendszámú Ikarus E134,
- az NHX-865 rendszámú Irisbus Crossway,
- az NOC-290 rendszámú Credo EC 12,
- az NRL-924 rendszámú Mercedes-Benz Intouro,
- az NRL-927 rendszámú Mercedes-Benz Intouro,
- az NTL-986 rendszámú Mercedes-Benz Intouro,
- a PIG-500 rendszámú Credo Econell 12,
- az SEW-721 rendszámú Volvo 8900,
- az SSM-647 rendszámú Credo Econell 12,
- az AAJB-314 rendszámú Credo Econell 18 Next,
- az AAJB-316 rendszámú Credo Econell 18 Next,
- az AAJB-320 rendszámú Credo Econell 18 Next,
- az AALC-814 rendszámú Volvo 8900,
- az AALC-816 rendszámú Volvo 8900 autóbuszok.

| Viszonylat                                  | Indításszám     | Közlekedési rend          |
| ------------------------------------------- | --------------- | ------------------------- |
| Miskolc, aut. áll. – Edelény, aut. áll.     | 2 oda           | tanítási napokon          |
| Miskolc, aut. áll. – Edelény, aut. áll.     | 1 oda, 2 vissza | tanszünetben munkanapokon |
| Miskolc, aut. áll. – Edelény, aut. áll.     | 1 oda, 2 vissza | szabadnapokon             |
| Miskolc, aut. áll. – Edelény, aut. áll.     | 1 oda           | munkaszüneti napokon      |
| Miskolc, aut. áll. – Edelény vá.            | 1 vissza        | tanítási napokon          |
| Miskolc, aut. áll. – Edelény vá.            | 1 pár           | tanszünetben munkanapokon |
| Miskolc, aut. áll. – Edelény vá.            | 1 pár           | szabadnapokon             |
| Miskolc, aut. áll. – Edelény vá.            | 1 vissza        | munkaszüneti napokon      |
| Miskolc, aut. áll. – Edelény, Béke út ABC   | 2 pár           | tanítási napokon          |
| Miskolc, aut. áll. ➝ Szalonna, bolt         | 1 oda           | tanítási napokon          |
| Edelény, kórház bej. út ➝ Szendrő, Fő tér   | 1 oda           | tanítási napokon          |
| Edelény, aut. áll. – Szendrőlád, aut. ford. | 1 pár           | szabadnapokon             |
| Edelény, aut. áll. – Szendrő, Fő tér        | 2 oda           | munkanapokon              |
| Edelény, aut. áll. – Szendrő, Fő tér        | 1 pár           | szabadnapokon             |
| Szendrő, Fő tér ➝ Miskolc, aut. áll.        | 2 oda           | tanítási napokon          |
| Szendrő, Fő tér ➝ Miskolc, aut. áll.        | 1 oda           | tanszünetben munkanapokon |

## Megállóhelyei
| 0 | Miskolc, autóbusz-állomás végállomás              | 0.0 km  | 1, 1G, 3, 3A, 4, 7, 11, 12G, 20, 20A, 24, 28, 32, 34G, 35, 43, 44, 45, 101B, 900, 914, 935 1050, 1053, 1369, 1370, 1372, 1373, 1374, 1375, 1376, 1377, 1380, 1381, 1383, 1384, 1410, 1411 3700, 3701, 3702, 3703, 3704, 3705, 3706, 3707, 3708, 3709, 3710, 3711, 3712, 3714, 3715, 3716, 3717, 3718, 3719, 3720, 3721, 3722, 3723, 3724, 3726, 3727, 3728, 3729, 3730, 3731, 3733, 3734, 3735, 3736, 3737, 3738, 3739, 3740, 3741, 3742, 3743, 3744, 3745, 3746, 3747, 3748, 3749, 3750, 3751, 3752, 3753, 3754, 3755, 3757, 3760, 3761, 3764, 3765, 3766, 3767, 3770, 3772, 3773, 3774, 3776, 3777, 4019 |
| 1 | Miskolc, Leventevezér utca                        | 1.2 km  | 3, 12, 12G, 14, 14G, 20, 36, 54, 914 3700, 3701, 3702, 3703, 3704, 3705, 3707, 3714, 3754, 3757, 3760, 3761, 3763, 3764, 3765, 3770, 3772, 3773, 3774, 3776, 3777 |
| 2 | Miskolc, megyei kórház                            | 1.9 km  | 3, 3A, 12, 12G, 14, 14G, 20, 24, 36, 54, 914 1369, 1384, 1410, 1411 3700, 3701, 3702, 3703, 3704, 3705, 3707, 3708, 3709, 3711, 3714, 3754, 3757, 3760, 3761, 3763, 3764, 3765, 3766, 3767, 3769, 3770, 3772, 3773, 3774, 3776, 3777 |
| 3 | Miskolc, repülőtér bejárati út                    | 2.8 km  | 3, 3A, 8, 12, 12G, 14, 14G, 20, 24, 36, 54, 240, 914 1369, 1384, 1410, 1411 3700, 3701, 3702, 3703, 3704, 3705, 3707, 3708, 3709, 3711, 3714, 3754, 3757, 3760, 3761, 3763, 3764, 3765, 3766, 3767, 3769, 3770, 3772, 3773, 3774, 3776, 3777 |
| 4 | Miskolc, Stromfeld laktanya                       | 3.9 km  | 1369, 1384, 1410, 1411 3700, 3701, 3702, 3703, 3704, 3705, 3707, 3708, 3709, 3711, 3714, 3754, 3757, 3760, 3761, 3763, 3764, 3765, 3766, 3767, 3769, 3770, 3772, 3773, 3774, 3776, 3777 |
| 5 | Szirmabesenyői elágazás                           | 5.0 km  | 3700, 3701, 3702, 3703, 3704, 3705, 3707, 3708, 3709, 3711, 3714, 3754, 3757, 3760, 3761, 3763, 3764, 3765, 3770, 3772, 3773, 3774, 3776, 3777, 3797 |
| 6 | Sajókeresztúr, ipari park bejárati út             | 6.9 km  | 3703, 3704, 3707, 3708, 3709, 3711, 3754, 3757, 3760, 3761, 3763, 3764, 3765, 3770, 3772, 3773, 3774, 3776, 3797 |
| 7 | Sajókeresztúri elágazás                           | 7.8 km  | 3703, 3707, 3754, 3757, 3760, 3761, 3763, 3764, 3765, 3770, 3772, 3773, 3776, 3797 |
| 8 | Sajóbábonyi elágazás                              | 9.4 km  | 3703, 3704, 3707, 3708, 3709, 3711, 3754, 3757, 3760, 3761, 3763, 3764, 3765, 3770, 3772, 3773, 3774, 3776, 3777, 3793, 3795, 3797 |
| 9 | Piltatanyai elágazás                              | 11.3 km | 3704, 3707, 3708, 3709, 3711, 3754, 3761, 3763, 3764, 3765, 3770, 3773, 3774, 3793 |
| 10 | Sajószentpéter, Kossuth utca 32.                  | 13.1 km | 3704, 3707, 3708, 3709, 3711, 3754, 3761, 3763, 3764, 3765, 3770, 3773, 3774, 3793 |
| 11 | Sajószentpéter, városháza                         | 14.1 km | 3704, 3707, 3708, 3709, 3711, 3774, 3793, 4098 |
| 12 | Sajószentpéter, Váci Mihály utca                  | 14.7 km | 3704, 3707, 3708, 3709, 3711, 3774, 3793, 4098 |
| 13 | Eprestanya                                        | 16.3 km | 3704, 3707, 3708, 3709, 3711, 3774, 3793, 4098 |
| 14 | Dusnokpuszta, bejárati út                         | 17.4 km | 3704, 3707, 3708, 3709, 3711, 3774, 3793, 4098 |
| 15 | Múcsonyi elágazás                                 | 19.3 km | 3704, 3707, 3708, 3709, 3711, 3774, 3793 |
| 16 | Edelény, kollégium                                | 21.6 km | 3704, 3707, 3708, 3709, 3711, 3772, 3774, 3793, 4040, 4041, 4043, 4044, 4095 |
| 17 | Edelény, bányász lakótelep                        | 22.0 km | 3704, 3707, 3708, 3709, 3711, 3772, 3774, 3793, 4040, 4041, 4043, 4044, 4095 |
| 18 | Edelény, Szentpéteri utca 6.                      | 22.7 km | 3704, 3707, 3708, 3709, 3711, 3772, 3774, 3793, 4040, 4041, 4043, 4044, 4095 |
| 19 | Edelény, kórház bejárati út vonalközi végállomás  | 23.6 km | 3704, 3707, 3708, 3709, 3711, 3772, 3774, 3793, 4040, 4041, 4043, 4044, 4093, 4095 |
| 20 | Edelény, kastély bejárati út                      | 24.2 km | 3704, 3707, 3708, 3709, 3711, 3772, 3774, 3793, 4040, 4041, 4043, 4044, 4093, 4095 |
| 21 | Edelény, autóbusz-állomás vonalközi végállomás    | 24.6 km | 3703, 3704, 3707, 3708, 3709, 3711, 3713, 3772, 3774, 3776, 3793, 3795, 4040, 4041, 4043, 4044, 4092, 4093, 4094 |
| Tanítási napokon 1; tanszünetben munkanapokon 2; szabadnapokon 2; munkaszüneti napokon 1 alkalommal érintett. |                                                   |         | |
| ∫ | Edelény vasútállomás vonalközi végállomás         | ∫       | 3711, 3713, 4040, 4094 személyvonat – Edelény (94) |
| 22 | Edelény, Borsodi utca 70.                         | 25.1 km | 3703, 3704, 3707, 3708, 3709, 3776, 3793, 3795, 4040, 4041, 4043, 4092, 4093, 4094 |
| Tanítási napokon 4 alkalommal érintett.                                                                       |                                                   |         | |
| ∫ | Edelény, Dózsa György utca (↑)                    | ∫       | 4040 |
| ∫ | Edelény, Béke út ABC vonalközi végállomás         | ∫       | 4040, 4094 |
| 23 | Edelény, Borsodi iskola                           | 26.4 km | 3703, 3704, 3707, 3708, 3709, 3776, 3793, 3795, 4041, 4043, 4092, 4093, 4094 |
| 24 | Szendrőlád vasúti megállóhely, bejárati út        | 29.8 km | 3703, 3704, 3707, 3708, 3709, 3793, 4041, 4093 személyvonat – Szendrőlád (94) |
| 25 | Szendrőlád, sportpálya                            | 30.8 km | 3703, 3704, 3707, 3708, 3709, 3793, 4041, 4093 |
| 26 | Szendrőlád, községháza                            | 31.5 km | 3703, 3704, 3707, 3708, 3709, 3793, 4041, 4093 |
| 27 | Szendrőlád, autóbusz-forduló vonalközi végállomás | 32.2 km | 3703, 3704, 3707, 3708, 3709, 3793, 4041, 4093 |
| 28 | Büdöskútpuszta                                    | 35.4 km | 3703, 3704, 3707, 3708, 3709, 3793, 4041, 4093 személyvonat – Büdöskútpuszta (94) |
| 29 | Szendrő, vásártér                                 | 38.2 km | 3703, 3704, 3707, 3708, 3709, 3793, 4041, 4093 |
| 30 | Szendrő, galvácsi elágazás                        | 39.1 km | 3703, 3704, 3707, 3708, 3709, 3793, 4041, 4081, 4082, 4083, 4084, 4092, 4093, 4120 |
| 31 | Szendrő, Fő tér vonalközi végállomás              | 39.4 km | 3703, 3704, 3707, 3708, 3709, 3793, 4041, 4081, 4082, 4083, 4084, 4092, 4093, 4120 |
| 32 | Szendrő, mezőgazdasági telep                      | 40.4 km | 3703, 3704, 3707, 3708, 3709, 4041, 4082, 4083, 4084 |
| 33 | Csehipuszta                                       | 41.6 km | 3703, 3704, 3707, 3708, 3709, 4041, 4081, 4082, 4083, 4084 |
| 34 | Szalonna, bolt végállomás                         | 44.7 km | 3703, 3704, 3707, 3708, 3709, 4041, 4081, 4082, 4083, 4084, 4121 |